# دره مکیدی

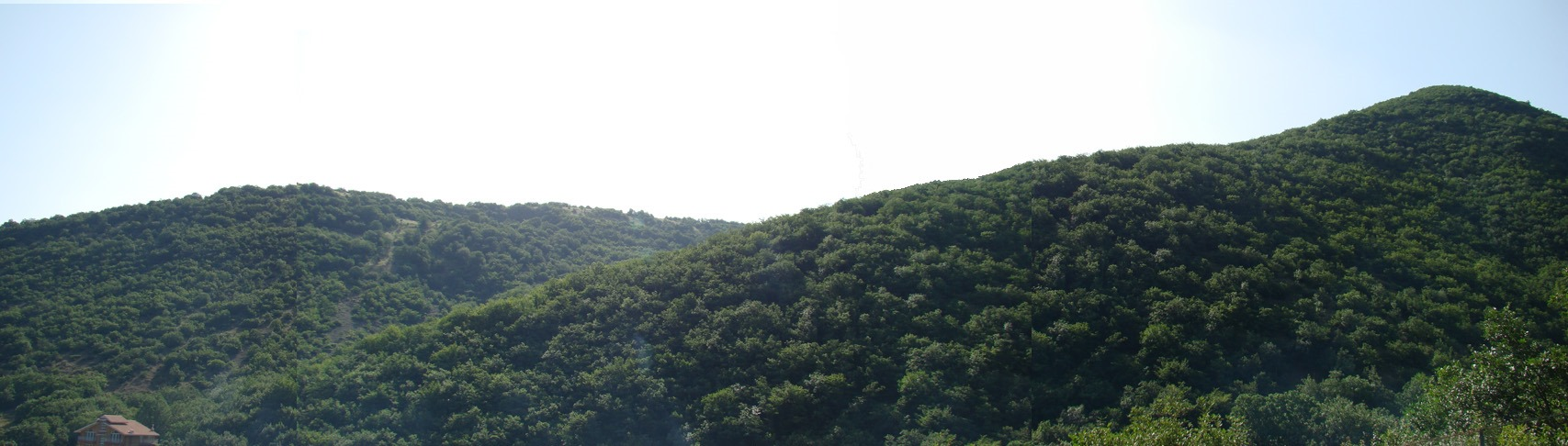
نمایی از مکیدی دره سی جنگلهای ارسباران

دره مکیدی (مکیدی دره‌سی) دره‌ای جنگلی و سرسبز است که در میان جنگل‌های ارسباران در شمال استان آذربایجان شرقی و در شهرستان کلیبر واقع شده است. دره مکیدی که در میان خود پارک جنگلی مکیدی را جای داده است، به دلیل وجود چشمه سارهای فراوان و آب و هوای خوش از مکان‌های مورد علاقه گردشگران می‌باشد که هر چه از شرق شهرستان کلیبر به غرب یا شمال آن نزدیک می‌شویم به انبوهی جنگل افزوده و نواحی استپی جنگل کمتر می‌شود.

## پارک جنگلی مکیدی

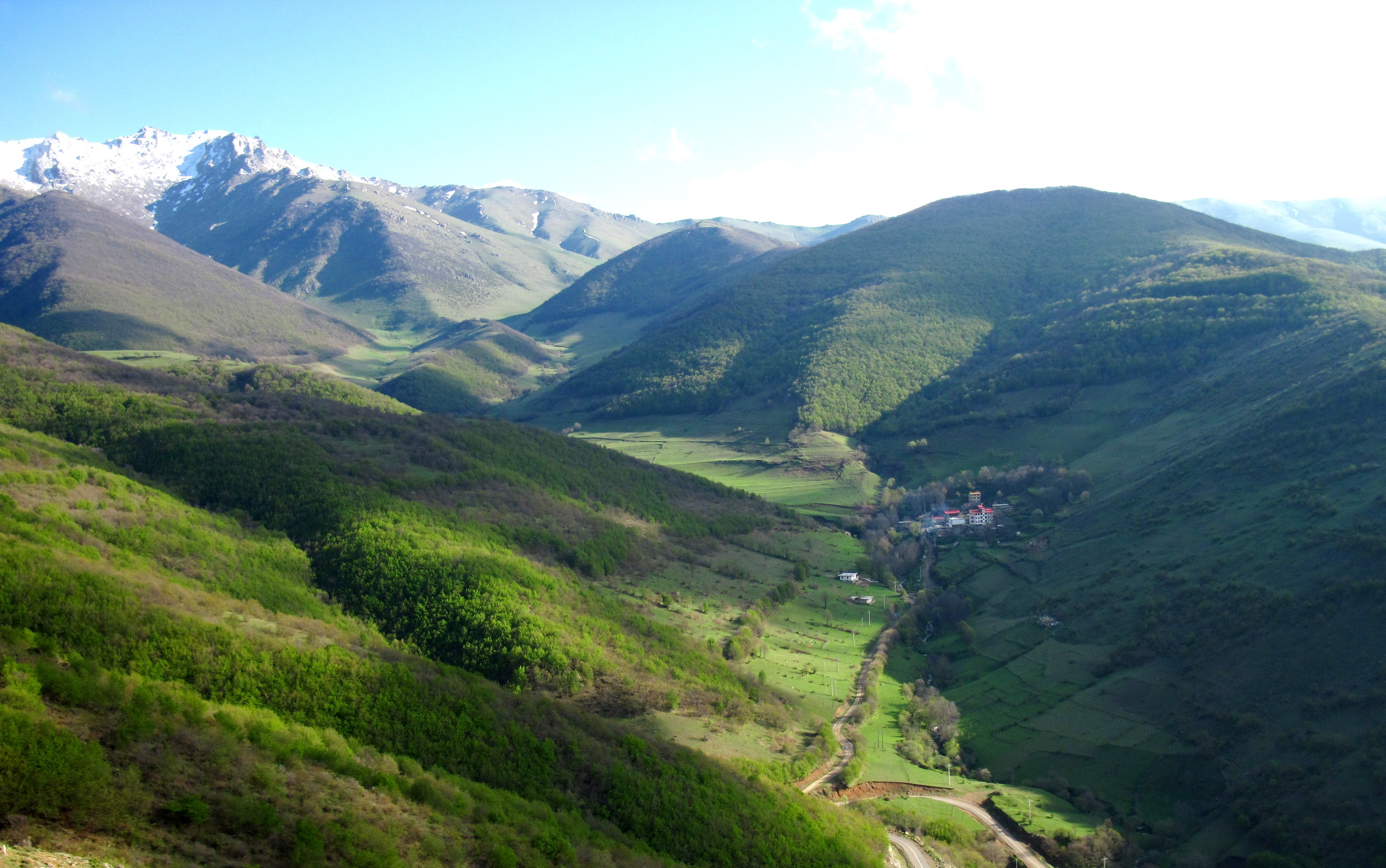
دره مکیدی در نزدیکی علی‌آباد

وجود میوه‌های گوناگون همچون گردو، فندق، تمشک و زغال‌اخته و همچنین زمزمه پرندگان طبیعت از جاذبه‌های این مکان است و در ارتفاعات این تفرجگاه انواع گونه‌های گیاهی دارویی و صنعتی روییده است، گونه‌های گیاهی چون آویشن، کهلیک اوتی، شیرین بیان، بومادران و … که برای بیماری‌های مختلف مانند سرماخوردگی سینوزیت و … مفید هستند، افراد بیشتری را برای جمع‌آوری گیاهان دارویی به این منطقه کشانده است.

## راه دسترسی و استراحتگاه
این تفرجگاه درست در پشت کوهستانهای جاویدان قرار دارد که در ادامه راه آسفالته قلعه بابک بعد از گذر از روستای شجاع آباد، هجراندوست، و آغویه و علی‌آباد به این پارک می‌رسد.
در دره مکیدی و آینالو استراحتگاه‌هایی وجود دارند که به مکانهای جا افتاده برای گردشگران تبدیل گشته است، با این‌حال قلعه دره سی در ۳ کیلومتری جنوب غرب کلیبر بعلت نزدیکی به شهر دارای موقعیت بهتری می‌باشد.
همچین روستای مکیدی دارای ویلا و سوئیت هست و گردشگران عزیز می‌توانند استفاده کنند.

## روستای مکیدی
مکیدی یکی از زیباترین روستاهای گردشگری آذربایجان شرقی شهرستان کلیبر می‌باشد، این روستا به خاطر داری ویوی روبروی به جنگل و چمنزار و کوه‌هایش زبانزد عام مردم است.